# Walther Busch
Walther Busch (* 10. November 1877 in Flöha; † 19. Juni 1954 in Döbeln) war ein deutscher Verwaltungsjurist und Kommunalpolitiker. Er war Oberbürgermeister der sächsischen Stadt Meißen.

## Leben
Er war der Sohn des promovierten Sanitätsarztes H. Chr. Waldermar Busch und dessen Ehefrau Helene geborene Brandt. Zu seinen Vorfahren zählten Ärzte, Theologen, Juristen, Staatsräte und der Theologieprofessor Friedrich Busch in Schweden. Seine Eltern ließen ihn am 14. März 1878 in Flöha evangelisch taufen.
Nach dem Besuch des Gymnasiums in Flöha studierte Walther Busch an der Universität Leipzig und wechselte dann an die Universität München. Während seines juristischen Referendariats promovierte er zum Dr. jur. Im Anschluss war er zunächst als Gerichtsassessor in Sachsen tätig und im Anschluss als Polizei- und danach als Ratsassessor. Zum 1. Januar 1916 erfolgte seine Ernennung zum Ersten Bürgermeister in Sommerfeld/Niederlausitz. Er hatte sich speziell auf die Finanzen spezialisiert. Nach elf Jahren im Amt wurde er zum 1. Februar 1927 Oberbürgermeister der Stadt Meißen. In seine Amtszeit bis 1935 fiel die „Machtergreifung“ der Nationalsozialisten 1933, seit September 1933 war er Kreisamtswalter (Unterabteilungsleiter) der Kreisleitung Meißen der NSDAP. Sein Nachfolger als Oberbürgermeister wurde der frühere Meißner NSDAP-Kreisleiter Karl Hans Drechsel.
In Meißen übernahm er außerdem mehrere Ehrenämter auf Vereinsebene und die Funktion des Ersten Vorsitzenden des Vereins für die Geschichte der Stadt Meißen. Als solcher war er unmittelbar an der Organisation der Tausendjahrfeier Meißens im Jahre 1929 beteiligt. Beim Eröffnungsakt der Feierlichkeiten aus der Albrechtsburg hielt er die Begrüßungsrede. Ferner war Walther Busch Vorsitzender des Waisenvereins zu Meißen.
Er wohnte in Meißen, Dresdner Straße 8.

## Familie
Walther Busch heiratete in Blankenburg in Thüringen Elisabeth geborene Langisch. Aus der Ehe gingen die Kinder Ilse (* 1910) und Erika (* 1917) hervor.